# 風塵三奇俠
《風塵三奇俠》是香港麗的電視製作的劇集，於1982年8月首播，本劇只有19集，而非一般的20集。監製梁天，林國雄、岳華、梁小龍、陳彩雲、吳鳳華、葉玉萍、邵音音等人主演。

## 劇情簡介
捕快田小路抓大盗劳动不成，被某镖局卖到用剑之家贾太平家中做佣工，幸亏贾太平对他以礼相待，而后来他们跟劳动及燕七也因一系列意外结为好友。此时，严嵩欲以孙女严慕英跟贾太平结为姻亲，贾太平抗拒，跟劳动，小路，燕七逃出贾家，到南宫家借宿时被南宫丑下毒暗算，卷入珊瑚岛跟严嵩之间利益纷争......

## 主要演員
- 林國雄 飾 賈太平
- 岳華 飾 勞動
- 梁小龍 飾 田小路
- 陳彩雲 飾 燕七
- 吳鳳華 飾 綠娘子
- 葉玉萍 飾 嚴慕英
- 鮑漢琳 飾 嚴嵩
- 黎萱 飾 賈太君
- 邵音音 飾 珊瑚島主
- 鄭恕峰 飾 南宮俊
- 麥天恩 飾 南宮醜
- 甘山 飾 焦大
- 潘世鴻 飾 焦二
- 朱德惠 飾 焦三
- 袁愛珍 飾 阿秀
- 蕭山仁 飾 趙總管
- 許英秀 飾 賈府管家
- 曹達華 飾 錢不義
- 司馬華龍 飾 不齋和尚
- 吳回 飾 怪醫
- 李燕萍 飾 怪醫妻
- 江濤 飾 海瑞
- 王偉 飾 皇帝

## 軼事
- 本劇是邱德根在1982年6月成為麗的電視大股東後首部開拍的電視劇，而本劇播放完畢後不久電視台易名為亞洲電視。